# Augusto Povoleri
Augusto Povoleri (Treviso, 23 aprile 1838 – Alicante, 12 marzo 1870) è stato un patriota italiano, fervente garibaldino nella spedizione dei Mille e nella campagna del Trentino del 1866.

## Biografia
Augusto Povoleri nacque a Treviso nel 1838. “Da giovane, fu il Povoleri di carattere riservato e calmo quant'altri mai […], ma fin da allora, quando in Treviso dirigeva tranquillamente la propria farmacia, sotto quelle pacifiche apparenze covava nel suo cuore ardente l'amor di patria più generoso.”
Nel 1859 tra i primi fuggì in Piemonte, abbandonando la famiglia, gli amici, la città natia, per arruolarsi nell'esercito liberatore. Volontario nel 9º Reggimento Fanteria, brigata Regina, combatté da valoroso, ed ebbe sommo rincrescimento nel dover abbandonare il fronte quando, nella gloriosa giornata di Palestro, venne ferito. L'anno seguente, nel 1860, quantunque non perfettamente guarito dalla ferita dell'anno prima, seguì Garibaldi nell'impresa di Sicilia: si distinse nella sanguinosa battaglia di Calatafimi […].
Nel 1862, si trovò fra i primi del partito d'azione che tentavano la spedizione su Roma, e dopo il fallimento dell'impresa di Aspromonte fuggì in Svizzera per non esser fatto prigioniero. Partecipò più tardi alla campagna del 1866 […]. Nel 1867 fece parte della spedizione dell'Agro Romano; tentò una incursione in Roma riuscendo a entrare nell'Urbe da Porta Pia, e svaligiata una polveriera portò a Garibaldi polvere e munizioni sfuggendo bravamente alle forze papaline […].
Laureatosi in medicina malgrado le frequenti imprese guerresche, tornò in seno alla famiglia nel liberato Veneto e […] intraprese un viaggio nell'America del sud. Fu appunto nel tornare dal nuovo mondo che dopo aver sfiorato la morte in cento battaglie, morì in naufragio nelle acque di Alicante nel 1870 nell'età ancor giovane di 32 anni”.
In realtà si gettò in mare volontariamente, desiderando quella morte tanto cercata invano sui campi di battaglia.
Augusto Povoleri si era laureato il 22 maggio del 1866 all'Università di Bologna, facoltà di medicina e chirurgia, con la tesi "Dell'erisipela".
Animo inquieto quello del Povoleri, incapace di accettare una vita “normale” terminate le esaltanti imprese garibaldine. “Gioviale farmacista, prima di partire come volontario appariva ben inserito nella società trevigiana del suo tempo. Quando il Veneto fu liberato tornò nella sua città natale, si laureò in medicina, iniziò a esercitare la professione… eppure dopo qualche anno decise di cambiare aria, abbandonò tutto e partì per l'America del sud. Se quello del Povoleri era visto soltanto come un viaggio un po' insolito, in certi casi l'abbandono della vita normale era definitivo”.
È il caso noto di Carlo Di Rudio, difensore della Repubblica Romana, che, dopo aver tentato di uccidere Napoleone III con Felice Orsini e fuggito dall'ergastolo della Caienna, proseguì la sua avventura andando a combattere i pellerossa nel West: nel 1876 fu a Little Big Horn con il colonnello Custer, insieme ad un altro garibaldino combattente a Mentana, il trombettiere Giovanni Martini.